# Region Qikiqtaaluk
Qikiqtaaluk, Qikiqtani (in. ᕿᑭᖅᑖᓗᒃ) – region w kanadyjskim terytorium Nunavut. Siedziba władz znajduje się w Iqaluit (który jest równocześnie stolicą całego Nunavutu). Większość ludności regionu stanowią Inuici. W danych kanadyjskiego Urzędu Statystycznego region znajduje się pod nazwą Region Baffin (jest to nazwa sprzed 1999 roku, kiedy obszar ten stanowił część Terytoriów Północno-Zachodnich).
Region ma 16 939 mieszkańców. Język inuktitut jest językiem ojczystym dla 74,2%, angielski dla  21,4%, francuski dla 2,2% mieszkańców (2011).